# Каррара, Франческо I да
Франческо I да Каррара (Francesco I da Carrara), Франческо иль Веккио («Старый») (Francesco il Vecchio) (29 сентября 1325, Монца — 6 октября 1393, Падуя) — сеньор Падуи (1350-1388) и Тревизо (1381-1388).
Сын Джакомо II да Каррара, убитого в 1350 г. После смерти отца провозглашён горожанами новым правителем Падуи.
В 1356 г. получил от Карла IV титул имперского викария. В 1360 г. венгерский король Людовик I передал ему города Фельтре, Беллуно и Вальсугану с прилегающими территориями, что позволяло контролировать торговые пути в область Трентино.
В 1372—1373 году вёл войну с Венецией, закончившуюся безрезультатно. В 1375—1381 гг. был союзником Генуи в войне Киоджи, после окончания которой получил от Леопольда III Австрийского Тревизо.
В 1385 г. вступил в союз с миланскими Висконти против веронских Скалигеров. В 1387 году падуанские войска, возглавляемые Джоном Хоквудом, разгромили Скалигеров в битве при Кастаньяро.
В следующем году Венеция и Милан выступили против Франческо I. Тот попал в плен, содержался в заключении в Комо, затем в Монце, где и умер в 1393 году. Падую захватил миланский герцог Джан Галеаццо Висконти, Тревизо отошёл к Венеции.
Жена Франческо I — Фина Буццакавини. Дети:
- Франческо II (1359-1406), в 1390 г. восстановил в Падуе власть рода Каррара
- Сесилия (ум. 1435), жена Венцеслава I, герцога фон Саксен-Виттенберг.